# Denis Rabaglia
Denis Rabaglia (né le 31 mai 1966 à Martigny, en Valais) est un réalisateur suisse, de nationalité suisse et italienne.

## Biographie
Fils unique, Denis Rabaglia passe son enfance entre Martigny et Martigny-Croix (commune de Martigny-Combe). Ses parents tiennent un café-restaurant à Martigny. 
Sa scolarité obligatoire, il l'effectue à Martigny : écoles primaires, puis cycle d'orientation au collège Sainte-Marie. C'est à cette époque qu'il réalise ses premiers films en Super 8. 
Par la suite, il fréquente le lycée-collège de la Planta, à Sion, et non pas le lycée-collège de l'Abbaye de Saint-Maurice, comme la plupart des jeunes de Martigny. Durant ses études secondaires, il continue à faire des films. Il suit aussi des cours de théâtre au Conservatoire de Sion et travaille à la télévision locale Canal 9. 
Il tâte aussi du clip vidéo avant de réaliser deux courts métrages pour lesquels il recevra, à 22 ans, le prix spécial du jury court métrage de la 40e Mostra de Montecatini Terme 1989.

## Filmographie
- 1981 : Shark, moyen métrage (50 min)
- 1982 : Wanted 82, moyen métrage (54 min)
- 1983 : La Dernière Randonnée, inachevé
- 1984 : Larme secrète, court métrage (15 min)
- 1985 : On a 100 ans, documentaire sur le lycée-collège de la Planta de Sion (30 min)
- 1987 : Le Tueur de midi, court métrage (35 min)
- 1988 : Video ergo sum, court métrage (20 min)
- 1992 : Michu, court métrage (11 min)
- 1993 : Grossesse nerveuse, long métrage (85 min)
- 2000 : Azzurro, long métrage (85 min)
- 2006 : Pas de panique, TV (90 min)
- 2008 : Marcello Marcello, long métrage (97 min)
- 2018 : Un ennemi qui te veut du bien (it) (Un nemico che ti vuole bene)

## Télévision
Denis Rabaglia participe une fois par mois le vendredi à la rubrique du téléjournal de la Télévision suisse romande "le regard de..." Une rubrique qui laisse carte blanche à un réalisateur suisse.